# Teatro Giovanni Battista Pergolesi
Il teatro Giovanni Battista Pergolesi, o più comunemente Teatro Pergolesi, è lo storico teatro della città di Jesi (AN), nelle Marche.
Sorge sul lato sud-orientale della centrale Piazza della Repubblica, facendone da scenario. Rappresenta uno dei maggiori templi della lirica d'Italia e uno dei teatri più antichi della Regione.

## Storia e descrizione

### IlTeatro del Leone
Nell'attuale piazzetta del Leone, a cui si accede attraverso il corso Matteotti, allora zona periferica, il pittore ed architetto jesino Domenico Luigi Valeri acquistò il terreno e vi costruì a sue spese il Teatro del Leone. Eretto in legno tra il 1728 ed il 1731, fu uno dei primi teatri delle Marche. Presentava pianta ad "U" con 62 palchi disposti su tre ordini. Questo teatro, giudicato "assai incomodo" dalla nobiltà locale, venne presto snobbato. Andò distrutto da un incendio nel 1892.

### IlTeatro della Concordia, poiPergolesi
Nel 1790 il Comune cedette alla Società della Concordia, costituita da 54 nobili Jesini con il sostegno del governatore pontificio Pietro Gravina dei grandi di Spagna, dei lotti di terreno già occupati da piccole botteghe. Per volere della Società venne, dunque, iniziata la costruzione dell'allora Teatro della Concordia, a sostituzione del vecchio teatro del Leone, ormai non più adeguato alle esigenze dell'epoca.
Il progetto originale fu affidato all'architetto fanese Francesco Maria Ciaraffoni, ma venne ampiamente rivisto dall'architetto pontificio Cosimo Morelli da Imola che, assai conservatore e legato a canoni neorinascimentali di ordine e chiarezza compositiva, impediva ogni innovazione architettonica. Morelli provvide ad allargare la pianta ed il boccascena e diede la definizione dell'ampia curva ellittica della sala, da cui dipende la sua ottima acustica. Inoltre rivide il disegno della facciata creando un alto basamento a bugnato liscio con un motivo ad arcate in asse con le finestre a timpano dei piani superiori.

Veduta dell'interno.

La realizzazione tecnica, in particolare della volta, venne affidata all'architetto Giovanni Antonio Antolini (autore del progetto del foro Bonaparte di Milano, mai realizzato). La decorazione interna venne affidata a due famosi artisti neoclassici: il pittore Felice Giani, che dipinse le Storie di Apollo sulla volta della sala, e al decoratore Gaetano Bertolani che realizzò gli ornamenti e gli stucchi.
Il teatro venne inaugurato nel carnevale del 1798, non alla presenza dei nobili finanziatori quanto del popolo e dei giacobini, che nel frattempo avevano invaso la città in seguito alla vittoria napoleonica e al Trattato di Campoformio. Per l'occasione vennero rappresentate tre operine, di cui due di Marcos António Portugal Lo spazzacamino principe e Le confusioni della somiglianza ossia Li due gobbi e la terza La capricciosa corretta di Vicente Martín y Soler. Esecutrice ne fu il soprano pesarese Anna Guidarini, madre di Gioachino Rossini.
I lavori di abbellimento continuarono. Carlo Bertani e Carlo Caccianiga realizzarono otto scenari, rinnovati nel 1828 dal fiorentino Luigi Facchinelli. Nel 1837 furono aggiunti sei palchi nel proscenio, decorati nel 1859 dal romano Giuseppe Vallesi che provvide a restaurare anche le pitture del Giani.
Successivamente sulla facciata fu aggiunto il fascione che sovrasta il cornicione e che reca al centro l'orologio in pietra tenuto da due Aquile federiciane e due cornucopie. Dono di Massimiliano di Beauharnais del 1839, in seguito alla calorosa accoglienza ricevuta l'anno prima durante la sua visita a Jesi.

Sipario con la L'ingresso di Federico II a Jesi, Luigi Mancini, 1856.

Nel 1856 venne realizzato dal pittore jesino Luigi Mancini il sipario storico con L'ingresso di Federico II a Jesi nel 1216, dove l'imperatore svevo era nato nel 1194.
Nel 1883 il teatro perse la denominazione di teatro della Concordia per prendere quella definitiva di "Giovanni Battista Pergolesi", in omaggio al celebre compositore nato nella stessa Jesi nel 1710.
Dal 1929 il teatro è diventato di proprietà del comune.
Nel gennaio 2006 è stato operato un intervento di restauro dell'orologio di epoca ottocentesca presente sulla facciata del teatro: il meccanismo a ricarica manuale è stato sostituito da una centralina elettronica ad alta precisione. L'antica apparecchiatura meccanica, smontata pezzo per pezzo, è stata sottoposta a un minuzioso intervento di restauro e poi è stata esposta alla pubblica visione nel foyer del teatro.

### Rappresentazioni teatrali
Nel 1934 è andato in scena Il barbiere di Siviglia con Mercedes Capsir e Giovanni Manurita, diretta da Riccardo Zandonai e nel 1942 Rigoletto con Gino Bechi.
Nel secondo dopoguerra il teatro riaprì nel 1947, ospitando anche artisti di fama, come Benvenuto Franci nell'Andrea Chénier (opera), Clara Petrella e Bruno Landi nella Manon (Massenet), nel 1949, Mafalda Favero ed Aldo Protti ne La bohème, nel 1953, la giovane Renata Scotto, che affrontò per la prima volta uno dei suoi cavalli di battaglia, Madama Butterfly.
Nel 1960 andò in scena Lo frate 'nnamorato per la regia di Franco Zeffirelli, proveniente dal teatro alla Scala di Milano, che nel 1968 portò a Jesi anche il suo corpo di ballo, per uno spettacolo con Carla Fracci.
Nel 1968, grazie all'interessamento del direttore artistico Carlo Perucci, il Pergolesi ottenne dal Ministero del turismo e dello spettacolo il riconoscimento di "teatro di tradizione" (art.28 L. n.800/1967).

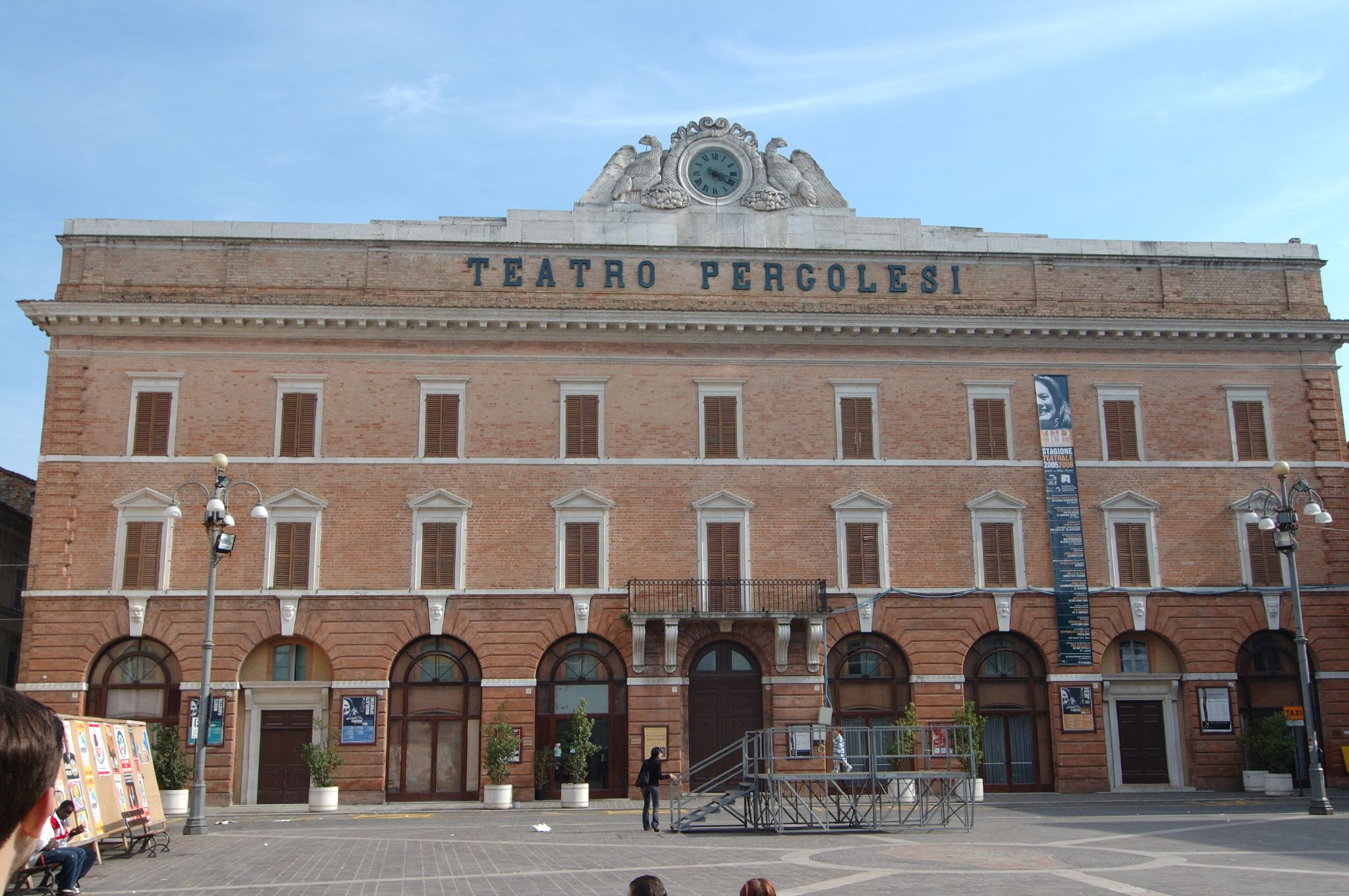
La facciata